# Соави, Микеле
Микеле Соави (итал. Michele Soavi) — итальянский кинорежиссёр, актёр и сценарист.

## Биография
Микеле Соави родился 3 июля 1957 год в итальянском городе Милан. Его деятельность в кино началось с актёрской игры. Первым его фильмом, в котором он снялся, был фильм Большая битва вышедший в 1977 году. Примечателен третий фильм, в котором он снялся: Чужой 2: на земле. Микеле снялся в нём под псевдонимом Майкл Шоу. Его шестой ролью стал фильм Лучо Фульчи Город живых мертвецов. Данный фильм позволил Микеле Соави впервые соприкоснуться с кинематографическим жанром фильм ужасов. Также Микеле снимался (правда на довольно незначительных ролях) в фильмах известного режиссёра Джо Д’Амато, в том числе в Калигула: Неповеданная история.
В 1982 году Микеле Соави впервые знакомится с работой режиссёра. Он участвовал, в качестве второго помощника Дарио Ардженто, в съёмках фильма Дрожь. В 1983 году Соави написал сценарий к фильму Атор-невидимый, режиссёром которого был Джо Д’Амато. В этом же году Микеле Соави в роли Томми снялся в фильме Ламберто Бава Лезвие в ночи. В 1985 году Соави снялся в фильмах Феномен (в роли полицейского) и Демоны (на ролях Джерри и продавца билетов). Этот же год ознаменовался первым самостоятельным режиссёрским опытом Соави — он снял телевизионный фильм Долина, а также документальным фильмом Мир ужасов Дарио Ардженто, режиссёром и сценаристом которого выступил Соави.
Первым же не телевизионным фильмом Микеле Соави стал фильм Водолей, который был снят компанией Imperial Entertainment. В 1989 году вышел фильм Собор, первоначально режиссировать который должен был Ламберто Бава, но впоследствии отказался. В 1991 году вышел фильм Секта, повествующий о некой сатанинской секте и деяниях её членов. В 1994 году вышел фильм Влюблённый гробовщик, он считается лучшим фильмом режиссёра.. После съёмок этого фильма Микеле Соави уходит из кинематографа. Однако в 2000 и 2001 годах он был задействован в нескольких телевизионных итальянских фильмах.

## Фильмография

### Режиссёр
- 1982 — Дрожь / (второй помощник режиссёра)
- 1985 — Мир ужасов Дарио Ардженто (документальный фильм)
- 1985 — Долина
- 1987 — Водолей / Deliria, aka Stage Fright
- 1989 — Собор / Chiesa
- 1991 — Секта / La Setta
- 1994 — Влюблённый гробовщик / Dellamorte Dellamore
- 2001 — Банда «Белый Фиат» / Uno bianca
- 2003 — Последняя пуля / Ultima pallottola
- 2006 — Прощай, любимая / Arrivederci amore, ciao
- 2008 — Кровь побеждённых / Il sangue dei vinti

### Актёр
- 1978 — Маленькие губки / Piccole labbra
- 1977 — Большая битва
- 1979 — Чужой 2: на земле / Alien 2 sulla terra
- 1980 — Город живых мертвецов / City Of The Living Dead / Gates Of Hell
- 1981 — Калигула: Неповеданная история / Caligola, la storia mai raccontata
- 1983 — Лезвие в ночи (Томми)
- 1983 — Хищники Атлантиды (Джеймс, рабочий-нефтяник)
- 1985 — Феномен (Курт, полицейский)
- 1985 — Демоны (Джерри / Человек в маске)
- 1985 — Мир ужасов Дарио Ардженто (сыграл самого себя)

### Сценарист
- 1983 — Атор-невидимый
- 1985 — Мир ужасов Дарио Ардженто